# Waldo Tobler
Waldo Tobler, né en 1930 à Portland et mort le 20 février 2018, est un cartographe et géographe américano-suisse[réf. nécessaire]. Il est considéré comme un pionnier de la cartographie assistée par ordinateur et a développé plusieurs modèles de cartogramme.
Il est aussi l'auteur de la « première loi de la géographie » selon laquelle « Tout interagit avec tout, mais deux objets proches ont plus de chances de le faire que deux objets éloignés. »
Il est l'inventeur de la projection hyperelliptique de Tobler.

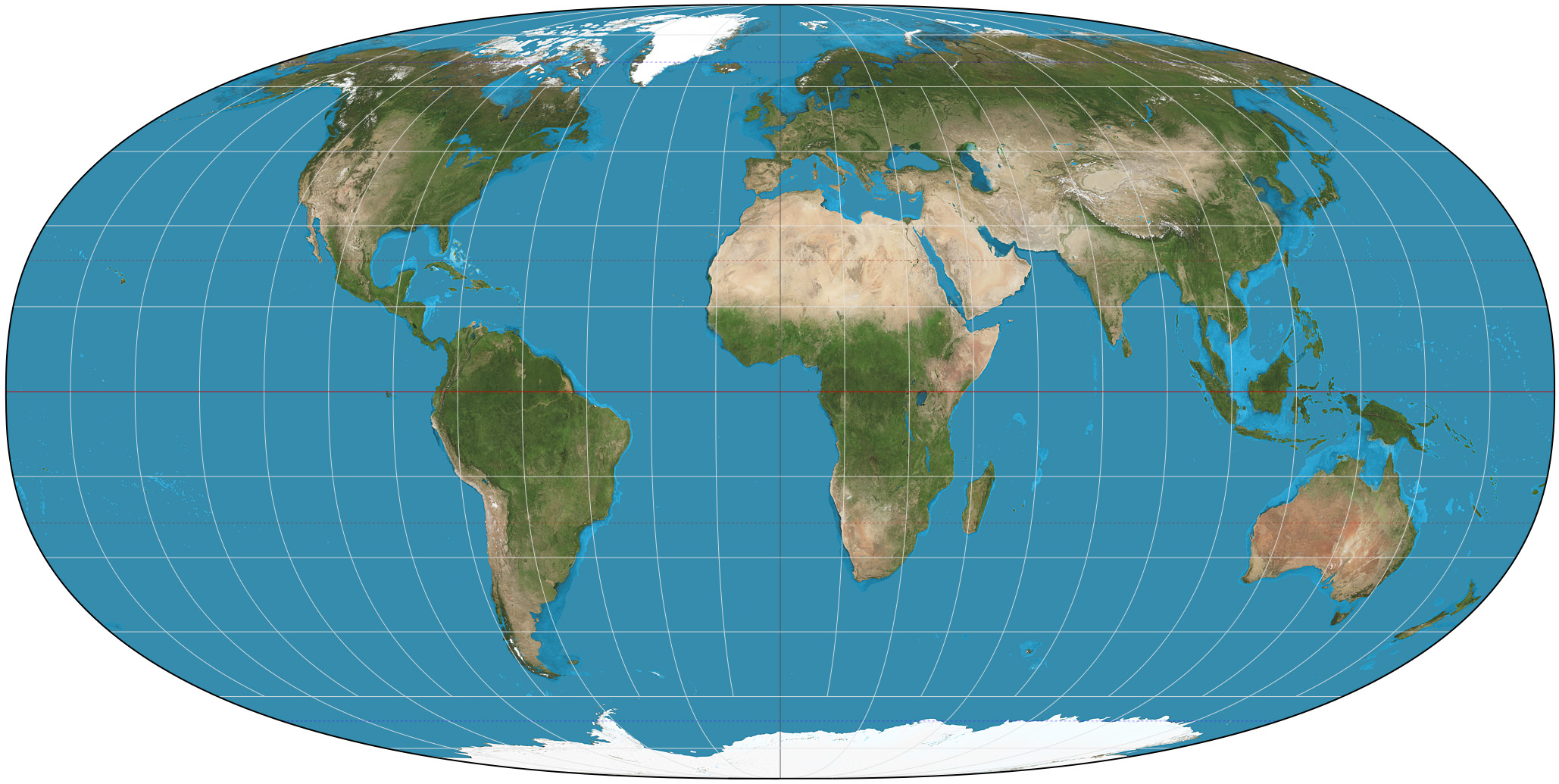
Vue du monde avec la projection hyperelliptique de Tobler.

## Biographie
Il obtient un PhD à l'université de Washington en 1961. Il a ensuite passé 16 ans à l'université du Michigan puis de 1977 à 1994 à l'université de Californie à Santa Barbara.

## Publications
- (en) Waldo Tobler, « A computer movie simulating urban growth in the Detroit region », Economic Geography, vol. 46, no 2,‎ 1970, p. 234-240
- (en) Waldo Tobler, « The hyperelliptical and other new pseudocylindrical equal area map projections », Journal of Geophysical Research, vol. 78, no 11,‎ 1973, p. 1753–1759 (DOI 10.1029/JB078i011p01753)

## Hommages et distinctions
- 1982 : membre de l'Académie nationale des sciences[4]
- 2012 : membre du University Consortium of Geographic Information Science[4]

En son honneur, est créé en 2016 le prix Waldo-Tobler, qui récompense les contributions exceptionnelles et soutenues à la géomatique ou la science de l'information géographique,.